# جیان فرانچسکو جودیچه
 جیان فرانچسکو جودیچه (ایتالیایی: Gian Francesco Giudice؛ زاده ۲۵ ژانویهٔ ۱۹۶۱) یک فیزیک‌دان اهل ایتالیا است.